# Église évangélique de Zemun
L'église évangélique de Zemun (en serbe cyrillique : Евангеличка црква ; en serbe latin : Evangelička crkva) est une église luthérienne de l´Église évangélique slovaque de la confession d'Augsbourg en Serbie située à Belgrade, la capitale de la Serbie, dans la municipalité urbaine de Zemun. Construite entre 1926 et 1930, elle figure sur la liste des biens culturels de la ville de Belgrade.

## Présentation
L'église évangélique de Zemun, située 2 rue Tošin bunar, a été construite entre 1926 et 1930. Elle s'inscrit dans une base qui rappelle le plan tréflé et est constituée d'une rotonde avec une abside proéminente située à l'est et deux ailes disposées de manière symétrique de part et d'autre de l'entrée principale. Le narthex, étroit, ainsi que les ailes sont couverts d'un toit pentu, la rotonde étant surmontée d'un dôme lui-même surmonté d'une lanterne. Les façades sont dotées d'un petit nombre d'ouvertures symétriques. L'ensemble, d'allure compacte, est caractéristique du mouvement moderne et peut être rattaché à l'école architecturale croate de Hugo Ehrlich et Viktor Kovačić.